# Canottaggio ai Giochi della XXXI Olimpiade - Otto maschile
L'Otto maschile dei Giochi della XXXI Olimpiade si è svolto tra l'8 e il 10 agosto 2016. Hanno partecipato 7 equipaggi.

## Risultati

### Batterie
| Pos. | Atleti                                                                                 | Nazione       | Tempo   | Note |
| ---- | -------------------------------------------------------------------------------------- | ------------- | ------- | ---- |
| 1    | Durant, Ransley, Hodge, Gotrel, Reed, Bennett, Langridge, Satch, Hill                  | Gran Bretagna | 5:34.23 | FA   |
| 2    | Hendriks, Lücken, Meylink, Röell, Siegelaar, Uittenboogaard, Versluis, Wieten, Wiersum | Paesi Bassi   | 5:36.16 | R    |
| 3    | Grainger, Robertson, Shepherd, Kennedy, Brake, Wright, Kirkham, Jones, Murray          | Nuova Zelanda | 5:36.28 | R    |
| 4    | Agamennoni, Paonessa, Stefanini, Frattini, Venier, Capelli, Infimo, D'Aniello, Liuzzi  | Italia        | 5:52.83 | R    |

| Pos. | Atleti                                                                                          | Nazione     | Tempo   | Note |
| ---- | ----------------------------------------------------------------------------------------------- | ----------- | ------- | ---- |
| 1    | Munski, Jakschik, Kuffner, Johannesen, Reinelt, Drahotta, Schmidt, Ocik, Sauer                  | Germania    | 5:38.22 | FA   |
| 2    | Karwoski, Ochal, Struzyna, Hack, Munn, Di Santo, Dommer, Ojserkis, Kasprzyk                     | Stati Uniti | 5:40.16 | R    |
| 3    | Trojanowski, Schodowski, Wilangowski, Juszczak, Fuchs, Szpakowski, Burda, Aranowski, Brzeziński | Polonia     | 5:42.32 | R    |

### Ripescaggio
| Pos. | Atleti                                                                                          | Nazione       | Tempo   | Note |
| ---- | ----------------------------------------------------------------------------------------------- | ------------- | ------- | ---- |
| 1    | Karwoski, Ochal, Struzyna, Hack, Munn, Di Santo, Dommer, Ojserkis, Kasprzyk                     | Stati Uniti   | 5:51.13 | Q    |
| 2    | Hendriks, Lücken, Meylink, Röell, Siegelaar, Uittenboogaard, Versluis, Wieten, Wiersum          | Paesi Bassi   | 5:52.95 | Q    |
| 3    | Grainger, Robertson, Shepherd, Kennedy, Brake, Wright, Kirkham, Jones, Murray                   | Nuova Zelanda | 5:56.94 | Q    |
| 4    | Trojanowski, Schodowski, Wilangowski, Juszczak, Fuchs, Szpakowski, Burda, Aranowski, Brzeziński | Polonia       | 5:59.22 | Q    |
| 5    | Agamennoni, Paonessa, Stefanini, Frattini, Venier, Capelli, Infimo, D'Aniello, Liuzzi           | Italia        | 6:05.12 |      |

### Finale
| Pos. | Atleti                                                                                          | Nazione       | Tempo   | Note |
| ---- | ----------------------------------------------------------------------------------------------- | ------------- | ------- | ---- |
|      | Durant, Ransley, Hodge, Gotrel, Reed, Bennett, Langridge, Satch, Hill                           | Gran Bretagna | 5:29.63 |      |
|      | Munski, Jakschik, Kuffner, Johannesen, Reinelt, Drahotta, Schmidt, Ocik, Sauer                  | Germania      | 5:30.96 |      |
|      | Hendriks, Lücken, Meylink, Röell, Siegelaar, Uittenboogaard, Versluis, Wieten, Wiersum          | Paesi Bassi   | 5:31.59 |      |
| 4    | Karwoski, Ochal, Struzyna, Hack, Munn, Di Santo, Dommer, Ojserkis, Kasprzyk                     | Stati Uniti   | 5:34.23 |      |
| 5    | Trojanowski, Schodowski, Wilangowski, Juszczak, Fuchs, Szpakowski, Burda, Aranowski, Brzeziński | Polonia       | 5:34.62 |      |
| 6    | Grainger, Robertson, Shepherd, Kennedy, Brake, Wright, Kirkham, Jones, Murray                   | Nuova Zelanda | 5:36.64 |      |